# Palacios de Fontecha
Palacios de Fontecha es una localidad perteneciente al municipio de Valdevimbre, localizado en la comarca del Páramo de la provincia de León, comunidad autónoma de Castilla y León, España.

## Datos básicos
Cuenta con 173 habitantes (2013). Se encuentra a una distancia de 27 kilómetros de la capital provincial y a 307 de Madrid.
- Está situada a unos 820 metros sobre el nivel del mar.

- Las localidades más próximas son Villagallegos 3 km al sur, Pobladura 2 km al norte, al oeste Bercianos del Páramo a 7,5 km por carretera San Pedro Bercianos a 9 y Valdevimbre a 5.

- Se ha caracterizado por sufrir algo menos que otras localidades el éxodo rural.

- Actualmente dispone de un aula de Primaria e Infantil.

## Datos históricos
- Se conoce su existencia desde el siglo XIII. Posee una iglesia consagrada a San Adrián, restaurada hace unos años, en la que luce el escudo del marqués de Astorga, bajo cuyos dominios estuvo. Sabemos que por ella pasaba un camino o vía romana que iba de León y que continuaba hasta Portugal, camino ya desaparecido al realizarse la concentración parcelaria y en el que existían vestigios de la dominación romana; hay quién indica como su posible origen la existencia de una villa romana o "palacio" en esta localidad. Esto puede explicar el uso de un capitel romano como base de una columna que existe en la iglesia. Por otro lado han aparecido algunos restos de bodegas dentro del pueblo (restos descubiertos al construir un pequeño pozo en las huertas del lugar denominado "Huertas del Pradico") y restos de pequeñas pilas enfoscados con cal y arena, encontradas al hacer unos cimientos aproximadamente a metro y medio de profundidad.

- Según Madoz en 1850 tenía 220 habitantes, 58 casas y escuela de primeras letras. En 1920 según Mourille sus habitantes eran 255. En el año 2000 había descendido su población a 204.

## Economía local
- Su actividad principal es la agrícola-ganadera, existiendo dos importantes explotaciones de vacuno de leche.

La agricultura ha sido tradicionalmente la principal actividad, antiguamente el cultivo principal era la vid, hoy día los cultivos de regadío: maíz, remolacha y alubias la han sustituido en importancia ya que llega el agua del pantano de Los Barrios de Luna. También existen otros cultivos de secano: cebada, avena, trigo... 
La agricultura de regadío está actualmente en un proceso de transformación y mejora. Dicha modernización fue acometida gracias a la puesta en marcha del Plan de Modernización de Regadíos, impulsado por el Gobierno Central y consiste en llevar riego por presión a todas y cada una de las fincas. Para poder llevar a cabo este proceso se hizo necesaria la reconcentración parcelaria, que culminó con la entrega una única parcela de regadío a cada propietario.
La mayor parte de la uva recogida en la localidad se entrega en la Cooperativa Vinícola Comarcal de Valdevimbre.
Palacios es una localidad conocida también por sus bodegas
en la que existen unas cien aproximadamente.
- Además existe un taller de útiles de ganadería que da trabajo a una decena de empleados.

## Fiestas
- Sus fiestas locales son: San Antón el 17 de enero, fiesta de invierno; de cocina y bar como dicen allí y San Adrián, antes celebrado el 16 de junio y hoy trasladado al fin de semana siguiente a ese día, ya que al celebrase cuando finaliza la primavera y en fin de semana acuden numerosos hijos del pueblo.

La fiesta de invierno desde hace también varios años se ha trasladado al fin de semana más próximo al 17 de enero para que puedan disfrutarla la mayor parte de los previsibles invitados, ya que antes era una fiesta muy concurrida. En esta fiesta una costumbre destacada era la COMIDA de los POBRES, que consistía en que aquellas personas tanto del pueblo como de otros limítrofes acudían a comer. La comida ya preparada la proporcionaban de manera individual vecinos del pueblo. Al efecto se repartía en la plaza de las Escuelas por personal voluntario.
La víspera de San Antón siempre se hacía una hoguera con las vides de la poda y otros restos de árboles que aportaban también los vecinos y que la juventud recogía; en los últimos años ha dejado de hacerse.
Se ha restaurado el pendón de la localidad a iniciativa de D. Miguel Tejedor, trabajo realizado por las monjas Carbajalas de León. Hoy en día se pasea el pendón en la procesión del día de San Adrián, junto con los pendones de otras localidades acompañados por una charanga que dan cierta vistosidad a la procesión del Santo.
- Desde la Edad Media y hasta hace pocos años se celebraba el día del Ángel (1 de marzo), día de reunión vecinal que formaba parte de los famosos concejos dónde se exponían los problemas del pueblo y los responsables vecinales daban cuenta de su gestión. Ese día se terminaba brindando con vino clarete de la localidad (variedad Prieto Picudo, Denominación de Origen Tierra de León), acompañado de huevos duros y escabeche.

- Este vino (vino de aguja) es exclusivo de la provincia de León y la forma de elaborarlo se denomina "madreo". El proceso consiste en provocar una segunda fermentación lenta, que mejora su calidad, dándole el típico sabor del CO2 natural disuelto, sin llegar a ser espumoso. Esta segunda fermentación se consigue añadiendo a los mostos, racimos enteros y escogidos de Prieto Picudo.

## Política
Las elecciones celebradas en 2011, así como las del año 2015 y 2019 para la elección de la Junta Vecinal, dieron la victoria la Partido Socialista Obrero Español
- Datos: Q5681745